# Uma no Naishi
Uma no Naishi (馬内侍?   ¿949?-¿1011?) fue una poetisa y cortesana japonesa que vivió a mediados de la era Heian. Fue hija de Minamoto no Tokiakira, aunque el verdadero padre fue Minamoto no Muneakira, hermano mayor de Tokiakira. Se encuentra incluida en las listas antológicas del Chūko Sanjūrokkasen y de las treinta y seis mujeres inmortales de la poesía.
Fue sirvienta de Kishi Jōō, consorte (Nyōgo) del Emperador Murakami; de Fujiwara no Kōshi, Emperatriz (Chūgū) del Emperador En'yū; de la saiin Princesa Imperial Senshi; de Fujiwara no Senshi de Higashi Sanjō In, consorte del Emperador En'yū; y de Fujiwara no Teishi Emperatriz (Kōgō) del Emperador Ichijō. 
Tuvo relaciones amorosas con miembros prominentes del clan Fujiwara en ese periodo, tales como Fujiwara no Asateru, Fujiwara no Koretada, Fujiwara no Michitaka, Fujiwara no Michikane, entre otros; prácticamente toda su vida vivió dentro de la Corte. En sus últimos años se convirtió en una monja budista y residió en Uji-in.
Algunos de sus poemas waka fueron incluidos en la antología Shūi Wakashū. También coleccionó sus poemas personalmente en el Uma no Naishi-shū (馬内侍集?).